# George Rainsford
George Rainsford (31 de julio de 1982) es un actor británico, más conocido por interpretar a Jimmy Wilson en la serie Call the Midwife.

## Carrera
En 2008 se unió al elenco recurrente de la serie Waking the Dead, donde interpretó a Luke Boyd hasta 2011. Ese mismo año apareció como invitado en varios episodios de la serie médica Doctors, donde interpretó a JJ Bell. En 2009 obtuvo un pequeño papel en la película Wild Target.
En 2012 se unió al elenco recurrente de la serie Call the Midwife, donde interpreta a James «Jimmy» Wilson hasta ahora. El 11 de enero de 2014, se unió al elenco principal de la serie médica Casualty, donde interpreta al doctor Ethan Hardy hasta ahora. Anteriormente, George había aparecido por primera vez en la serie en 2012, cuando interpretó a Alexander Forbes-Blackwell durante el episodio «Ricochet 'How to Save a Life’».

## Filmografía[2]

### Series de televisión
| Año               | Título                      | Personaje            | Notas           |
| ----------------- | --------------------------- | -------------------- | --------------- |
| 2014 - presente   | Casualty                    | Dr. Ethan Hardy      | 148 episodios   |
| 2016              | Holby City                  | Dr. Ethan Hardy      | 2 episodios     |
| 2012 - 2013       | Call the Midwife            | James "Jimmy" Wilson | 7 episodios     |
| 2011              | Law & Order: UK             | Jimmy Burton         | episodio "Safe" |
| 2008 - 2009, 2011 | Waking the Dead             | Luke Boyd            | 13 episodios    |
| 2011              | Secret Diary of a Call Girl | Tim                  | episodio # 4.2  |
| 2008              | Doctors                     | JJ Bell              | 10 episodios    |
| -                 | Panorama: A Good Kicking    | Soldado Lee          | -               |

### Películas
| Año  | Título           | Personaje             | Notas |
| ---- | ---------------- | --------------------- | --- |
| 2013 | Waiting for Dawn | Soldado James William | junto a Joseph Drake, Geoffrey Streatfield, Jason Furnival, Jack Farthing y Simon Bubb                   |
| 2009 | Souvenirs        | Bookmark              | corto - junto a Alexander Bracq, Vyelle Croom, Chantal Dias, Emily Eaves, Melanie Gray y Lauren Surridge |
| 2009 | Wild Target      | Mesero                | junto a Bill Nighy, Emily Blunt, Rupert Grint, Rupert Everett, Eileen Atkins y Martin Freeman            |

### Teatro
| Año  | Obra                      | Personaje      | Director (a)     | Teatro                 | Notas                                                                   |
| ---- | ------------------------- | -------------- | ---------------- | ---------------------- | ----------------------------------------------------------------------- |
| 2009 | Days of Significance      | Jamie          | Maria Aberg      | -                      | junto a Joanna Horton, Toby Wharton, David Kennedy y Sandy Foster       |
| 2009 | All's Well That Ends Well | Bertram        | Marianne Elliott | Royal National Theatre | junto a Michelle Terry, Oliver Ford Davies, Conleth Hill y Hasina Haque |
| -    | Love Love Love            | Jamie          | James Grieve     | Royal Court Theatre    | -                                                                       |
| -    | Twisted Tales             | -              | Polly Findlay    | -                      | -                                                                       |
| -    | The Man                   | Ben            | Kate Wasserberg  | Finborough Theatre     | -                                                                       |
| -    | Miles to Go               | Rob            | Polly Findlay    | -                      | -                                                                       |
| -    | Polar Bear                | Stuart         | Matt Wilde       | -                      | -                                                                       |
| -    | Chatroom/Citizenship      | William / Gary | Anna Mackmin     | Royal National Theatre | -                                                                       |
| -    | Men Without Shadows       | Francois       | Mitchell Moreno  | Finborough Theatre     | -                                                                       |
| -    | The Three Murketeers      | D'Artagnan     | Timothy Sheader  | -                      | -                                                                       |
| -    | Guy Fawkes Night          | Duncan         | Lucy Kerbel      | -                      | -                                                                       |

## Premios y nominaciones
| Año  | Categoría       | Premio            | Serie    | Resultado |
| ---- | --------------- | ----------------- | -------- | --------- |
| 2017 | Best Drama Star | Inside Soap Award | Casualty | Ganó      |